# Гавринское
Гавринское — озеро в Рязанской области России. Расположено на востоке Клепиковского района, на территории Колесниковского сельского поселения. Площадь озера — 28,5 га.
Озеро имеет карстовое происхождение. Расположено в одной из ложбин, впадающих в долину реки Нармы.
По берегам озера имеется травянистая растительность. Основным охраняемым видом является занесённый в Красную книгу Рязанской области лютик волосолистный.
Постановлением Администрации Рязанской области от 10 января 2003 г. № 5 «О развитии системы особо охраняемых природных территорий Рязанской области» озеро признано памятником природы регионального значения.
На западном берегу озера расположено село Воскресенье, а на восточном — деревня Гаврино.
Озеро до 1917 года носило название Воскресенское. Среди местных жителей бытует легенда о том, что озеро образовалось сравнительно недавно в результате неожиданного провала почвы под церковью.